# Bishop’s Hull
Bishop’s Hull – wieś w Anglii, w hrabstwie Somerset, w dystrykcie (unitary authority) Somerset. Leży 63 km na południowy zachód od miasta Bristol i 217 km na zachód od Londynu. W 2002 miejscowość liczyła 3694 mieszkańców.